# Dicranota tuberculata
Dicranota (Rhaphidolabis) tuberculata là một loài ruồi trong họ Pediciidae. Chúng phân bố ở vùng sinh thái Palearctic.